# Sala de conferencias

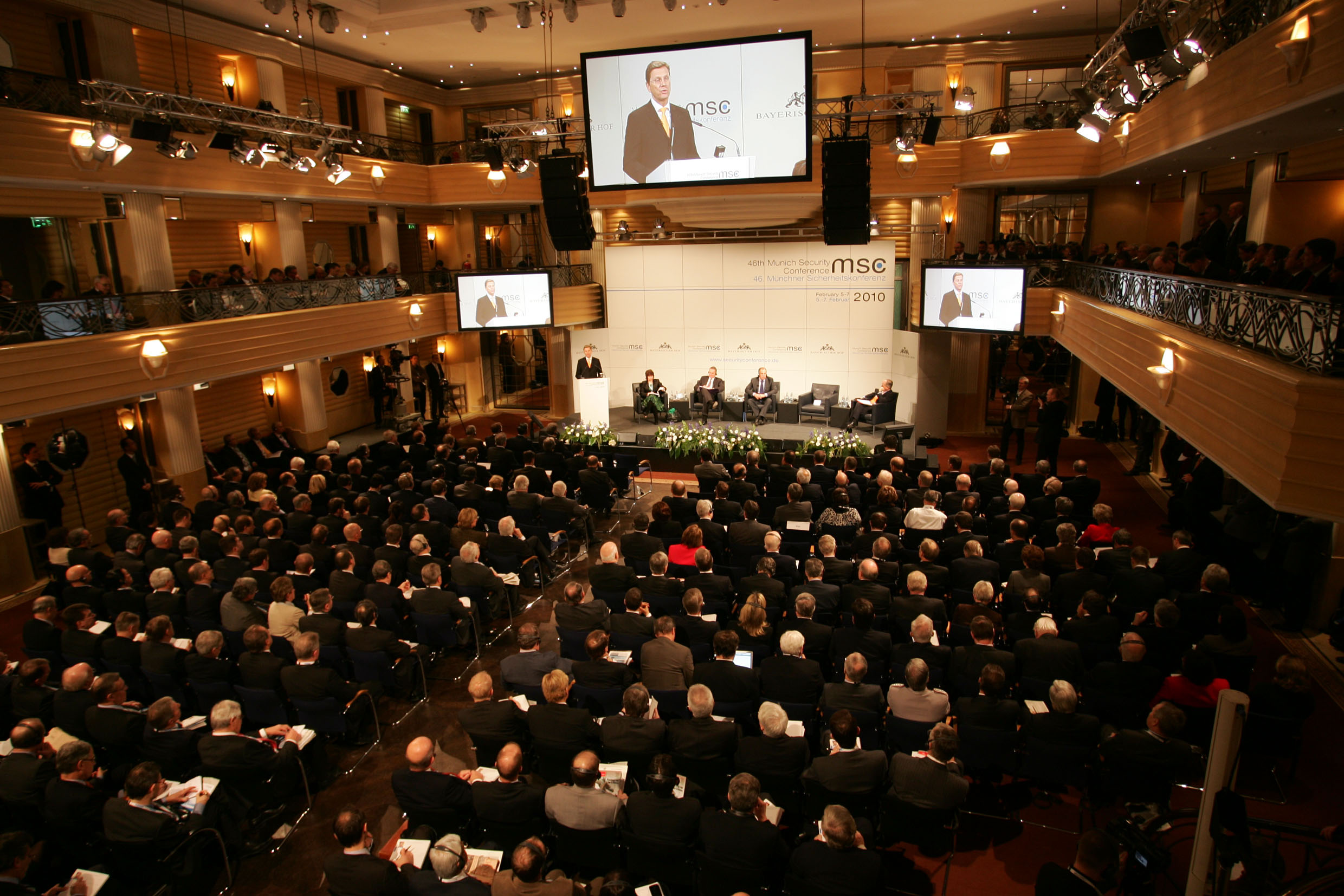
Sala de conferencias en Múnich.

Una sala de conferencias es un espacio habilitado para la impartición de conferencias.
A menudo, se trata de habitaciones más grandes que las salas de reuniones que cuentan con el equipamiento necesario para la audición y visualización de las charlas. Las salas de conferencias disponen de equipamiento audiovisual que incluye DVD, megafonía, pantalla de proyección, proyector de transparencias y proyector de vídeo, entre otros. Las butacas de conferencias pueden venir equipadas con mesas o tableros accesorios. Las más sofisticadas incorporan mecanismos electrónicos de conferencia, como el sistema de votaciones, de traducciones, micrófono o luces individuales. Asimismo, pueden disponer de entrada eléctrica, conexión telefónica o acceso a internet.
Habitualmente, se hallan ubicadas en hoteles y centros de congresos pero también se pueden encontrar en universidades, museos, centros cívicos o incluso, hospitales. Algunos establecimientos también disponen de salas de conferencias para sus clientes. En ocasiones, otros espacios han sido transformados en grandes salas de conferencias como plazas de toros o salas de conciertos.